# Velika Golija
Velika Golija är en bergskedja i Bosnien och Hercegovina.   Den ligger i entiteten Federationen Bosnien och Hercegovina, i den västra delen av landet, 120 km väster om huvudstaden Sarajevo.
Velika Golija sträcker sig 5,8 km i nord-sydlig riktning. Den högsta toppen är Veliki Vrh, 1 886 meter över havet.
Topografiskt ingår följande toppar i Velika Golija:
- Mala Privija
- Mali Vrh
- Veliki Vrh

Omgivningarna runt Velika Golija är en mosaik av jordbruksmark och naturlig växtlighet. Runt Velika Golija är det ganska tätbefolkat, med 93 invånare per kvadratkilometer.